# Takahiro Yamanishi
Takahiro Yamanishi (山西 尊裕 Yamanishi Takahiro?, nacido el 2 de abril de 1976 en Shizuoka) es un exfutbolista japonés. Jugaba de defensa y su último club fue el Shimizu S-Pulse de Japón.

## Trayectoria

### Clubes
| Club            | País  | Año         |
| --------------- | ----- | ----------- |
| Júbilo Iwata    | Japón | 1995 - 2004 |
| Shimizu S-Pulse | Japón | 2005 - 2008 |

## Palmarés

### Títulos nacionales
| Título             | Club         | País  | Año  |
| ------------------ | ------------ | ----- | ---- |
| J1 League          | Júbilo Iwata | Japón | 1997 |
| Copa J. League     | Júbilo Iwata | Japón | 1998 |
| J1 League          | Júbilo Iwata | Japón | 1999 |
| J1 League          | Júbilo Iwata | Japón | 2002 |
| Copa del Emperador | Júbilo Iwata | Japón | 2003 |